# Kinsjärv
Kinsjärv är en sjö i Överkalix kommun i Norrbotten och ingår i Kalixälvens huvudavrinningsområde. Sjön har en area på 0,105 kvadratkilometer och ligger 116,9 meter över havet.

## Delavrinningsområde
Kinsjärv ingår i det delavrinningsområde (738173-179369) som SMHI kallar för Ovan 737789-179709. Medelhöjden är 113 meter över havet och ytan är 30,21 kvadratkilometer. Räknas de 45 avrinningsområdena uppströms in blir den ackumulerade arean 767,99 kvadratkilometer. Bönälven som avvattnar avrinningsområdet har biflödesordning 4, vilket innebär att vattnet flödar genom totalt 4 vattendrag innan det når havet efter 120 kilometer. Avrinningsområdet består mestadels av skog (64 procent) och sankmarker (29 procent). Avrinningsområdet har 0,11 kvadratkilometer vattenytor vilket ger det en sjöprocent på 0,4 procent.